# HOME (Mr.Children專輯)
《HOME》，是日本樂團Mr.Children的第13張專輯，於2007年3月14日發行，是2007年日本專輯銷售量冠軍。

## 簡介
本專輯是在前一張專輯《I ♥ U》之後約一年半發行，發行的同時也公佈了全國「HOME」巡迴演唱會的消息。Mr. Children在2007年5月4日至6月23日期間共跑了7個城市，舉辦了14場演唱會來為該專輯做宣傳。除了該專輯的歌曲之外，他們也選唱了一些舊的作品。同年8月4日至9月30日，他們又舉行了另一次的巡迴演唱，並在演唱會中首度發表了之後發行的單曲《啟程之歌》。
最初專輯本來打算取名為「HOMEMADE」，但是後來決定直接以「HOME」（家）作標題。如同其名，該專輯細膩刻畫了日常的感情、日常的言語、行為、景色等生活化的細節，想給勞累的人們小小的鼓勵和自然的感動。收錄了《箒星》、《印記》和《Fake》三首單曲，也公開了在2001年已經創作好的作品《更多》。主打歌是《色彩》，此歌曲拍攝了PV。封面是現實中的一個家庭在一個泳池裡排成一個樹狀譜系圖，由知名平面設計師森本千繪所設計。在《色彩》的PV中亦有安排這一幕。
發行後連續兩個星期成為Oricon公信榜冠軍。同時Mr.Children的Oricon統計唱片總銷量（單曲加專輯）突破了5,000萬張，是B'z在1998年總銷量超過5,000萬之後，日本史上第二組達成這個紀錄的音樂人。到了第四個星期，專輯銷量突破百萬，至此Mr.Children總共有11張專輯的銷量突破百萬，超過了DREAMS COME TRUE的10張，成為史上第二多百萬專輯的音樂人。總銷量達120.7萬張，是2007年度日本專輯銷量冠軍，也是Mr.Children出道15年來首次取得公信榜的專輯年榜冠軍。
專輯長度長達72分鐘以上，是Mr.Children歷來所有原創專輯中最長的。而首發限定版本附送DVD，記錄了該專輯的製作過程，以及櫻井和壽上一年和the pillows參加的「new big bang tour」和「ap bank fes '06」的影像。
和Mr.Children同公司的女歌手Salyu參與了《Wake me up!》、《口袋響板》、《SUNRISE》、《陣雨》四首歌的和音。

## 收錄曲目
1. 吶喊 祈禱（叫び 祈り）
2. Wake me up!
3. 色彩
4. 箒星
5. Another Story
6. PIANO MAN
7. 更多
8. 溫柔的風（やわらかい風）
9. Fake（フェイク）
10. 口袋響板（ポケット カスタネット）
11. SUNRISE
12. 印記
13. 陣雨
14. 不太記得了啊（あんまり覚えてないや）

## 外部連結
- 唱片介紹（页面存档备份，存于） Mr.Children官方網站